# Silvano Mezzavilla
Silvano Mezzavilla (Gradisca, 31 gennaio 1944) è uno sceneggiatore, giornalista e consulente editoriale italiano.

## Biografia
Si trasferisce giovanissimo a Treviso con la famiglia. Nel 1967 va a vivere a Roma dove intraprende esperienze nell'ambito del doppiaggio cinematografico e come assistente alla sceneggiatura. 
Entra nel mondo del fumetto nel 1974 curando una rubrica a tema per conto del giornale Sette Giorni Veneto. Nel 1976 crea Treviso Comics, rassegna internazionale del fumetto e delle comunicazioni visive, che dirige fino alla sua chiusura avvenuta nel 2003. 
Ha curato mostre di fumetti in Italia e all'estero.
Dal 1982 al 2016 ha collaborato alla pagina culturale del quotidiano Il Mattino di Padova; ha scritto articoli a tema fumettistico per molte altre testate. È stato direttore della rivista Orme.
Come sceneggiatore di fumetti, debutta nel 1977 con storie per la collana Uomini e guerra; successivamente scrive per Skorpio, Bunny Band, Il Giornalino e Topolino.
In Disney, collabora tra gli altri con Giorgio Cavazzano: i due realizzano nel 1993 un sentito omaggio al cinema con Topolino e la fabbrica dei sogni oltre a storie d'investigazione come a esempio Gambadilegno e il ritorno a Legcity, Topolino e l'enigma del faro, Topolino e il mistero della voce spezzata.
Suoi i testi di La nave (primo web-fumetto italiano), di Antonio Vivaldi, una biografia a fumetti e di Storie d'arte e di misfatti, per Legambiente.
Nel 2021, per ricordare gli artefici della nascita del Pcd'I, realizza il graphic novel Quelli che a Livorno, cronaca di una scissione, con disegni di Luca Salvagno.
È autore di testi di libri per bambini, editi da Gallucci.